# Hayden Godfrey
Hayden Godfrey (nascido em 15 de dezembro de 1978) é um ciclista neozelandês de ciclismo de pista. Competiu nos Jogos da Commonwealth de 2006 em Melbourne, onde, juntamente com Tim Gudsell, Peter Latham e Marc Ryan conquistou uma medalha de bronze na perseguição por equipes.